# Woodward Hill Cemetery

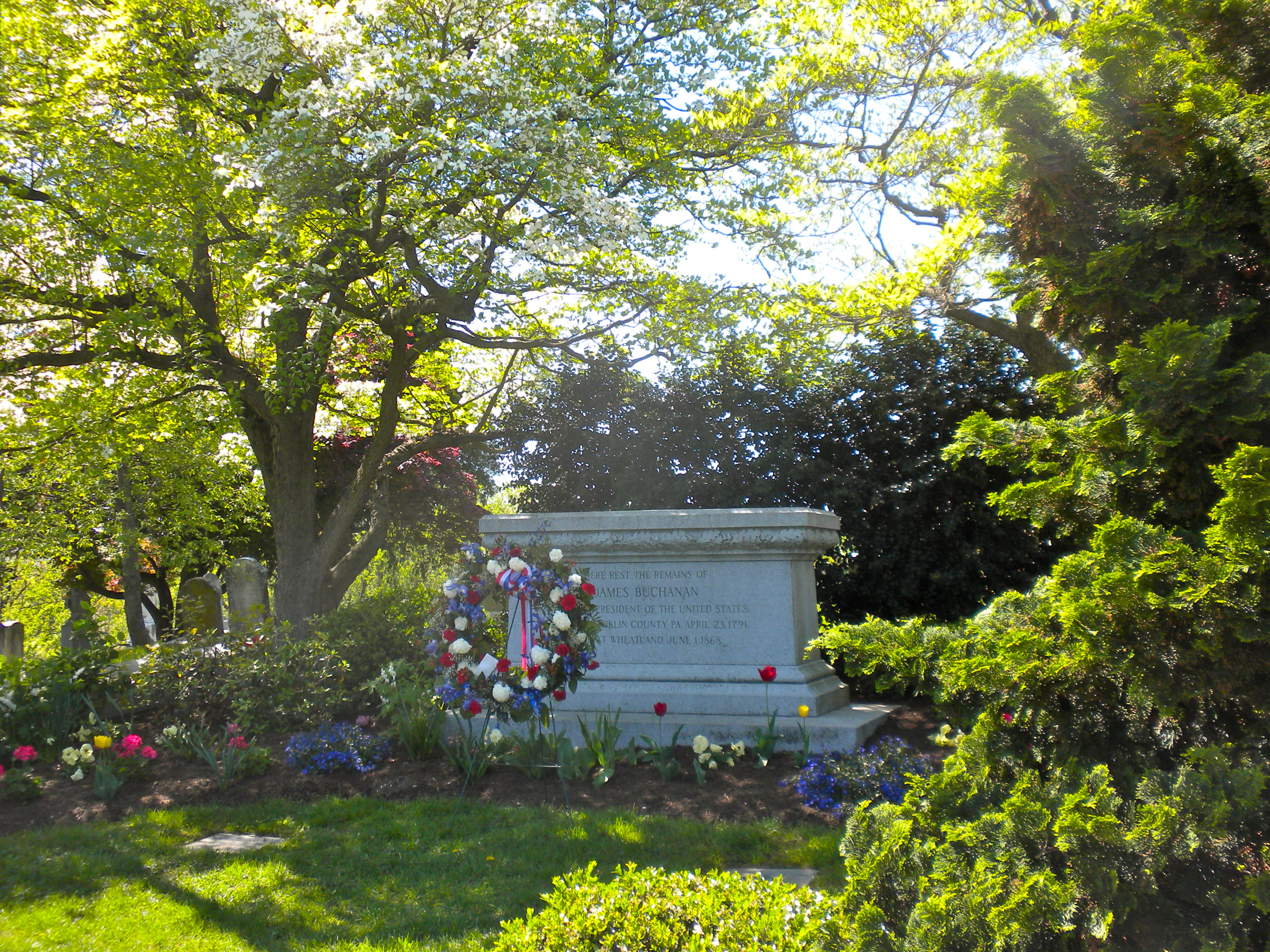
Sepultura de James Buchanan's (15º Presidente dos Estados Unidos) no Cemitério Woodward Hill

Woodward Hill Cemetery é um cemitério-jardim histórico de 32 acres em Lancaster, Pensilvânia. Foi fundado pela Holy Trinity Lutheran Church de Lancaster em 1850, tornando-se um cemitério sem denominação religiosa específica em 1856. É conhecido por ser o local do sepultamento de James Buchanan, o 15º Presidente dos Estados Unidos. Em 2005 foi incluído no Registro Nacional de Lugares Históricos.

## Sepultamentos notáveis
- James Buchanan, 15º Presidente dos Estados Unidos
- Oliver James Dickey, membro da Câmara dos Representantes dos Estados Unidos de 1869 a 1873
- Jacob Eichholtz, pintor[2]
- William Walton Griest, membro da Câmara dos Representantes dos Estados Unidos de 1909 até sua morte em 1929
- J. Roland Kinzer, membro da Câmara dos Representantes dos Estados Unidos de 1930 a 1947
- Frederick Muhlenberg, membro do Congresso Continental e primeiro Speaker da Câmara dos Representantes dos Estados Unidos[2]
- Henry Ernest Muhlenberg, botânico e naturalista (identified the bog turtle), primeiro presidente do Franklin College[2]
- John Andrew Shulze, sexto governador da Pensilvânia and nephew of Frederick Muhlenberg
- Susan Kimmell Shulze, primeira dama da Pennsylvania de 1823 a 1829 e mulher de John Andrew Shulze
- Abraham Herr Smith, membro da Câmara dos Representantes dos Estados Unidos de 1873 a 1885.
- Daniel Strickler, Lieutenant Governor of Pennsylvania (1947–1951)[3]

## Further reading
- «Polishing up Buchanan's memory; Crowd turns out to commemorate controversial president's birthday». Intelligencer Journal. 25 de abril de 2005